# 栃木新聞
栃木新聞（とちぎしんぶん）は、宇都宮市で発行されていた栃木県の地方新聞。1950年4月22日に創刊し、1996年1月に休刊した。

## 歴史
戦後、新たな新聞社の設立が自由化されたことで、第二県紙的ポジションの新聞として、1950年4月10日に宇都宮市本町3-6にて栃木新聞社を設立、同年4月22日付で第1号を創刊した。先発の県紙『下野新聞』に部数で大きく差をつけられ、経営状態は慢性的に厳しかったとみられる。オーナーのなり手がないため、下野新聞社が一時的に栃木新聞社の株式の大部分を保有していたこともあった。
（第4次）栃木新聞は創刊時、田中正造が編集長を務めた（第2次）栃木新聞が同社の源だと主張したが、（第2次）栃木新聞は後に紙名を変更して下野新聞となっており、この主張は一般的に認められているとは言い難い。
日本の新聞では初めて、大きい文字のテレビ欄を掲載した新聞としても知られた（大きい文字のテレビ欄は、全国紙では1994年に産経新聞（東京本社版）が最初に採用した）。
1970年（昭和45年）4月、創立20周年記念式とともに宇都宮市下戸祭へ本社社屋を移転、1972年（昭和47年）9月、根村隆成が社長に就任（新日本観光自動車社長と兼任）。

### 鹿沼グループ傘下から休刊へ
バブル景気時代の1987年、地元の有力企業「鹿沼グループ」（ゴルフ場・不動産業、2004年民事再生法申請）が経営不振に陥っていた栃木新聞社を買収、度重なる収支改善策を実施した。
しかし功を奏せず、バブル崩壊とともに1994年4月1日付で新聞休刊（事実上の廃刊）して栃木新聞社は倒産、下野新聞が再び県内唯一の県紙となった。なお下野新聞では同日付紙面の第1面で、栃木新聞が廃刊を宣言したことを報じている（トップ記事ではない）。
なお、1994年4月時点で栃木新聞社オーナーだった鹿沼グループの代表は足利銀行の元行員で、当時の同銀行頭取と旧知の間柄であり、買収の際に多額の融資をしている。鹿沼グループを前面に押し立てながらも、実権を握っていたのは足利銀行だった。

### 労働組合による再刊の動きと再休刊
会社側は1日発行分に「廃刊」のお知らせを記載しようとしたが、栃木新聞労働組合がそれを阻止。組合は新聞の復活を目指して「栃木新聞労組」の題字を用いて（同社には無許可）タブロイド版で4月2日付以降の発行を続けた。主に組合員が栃木新聞社本社前などで手渡しで無料配布する形をとった。紙齢は第4次栃木新聞休刊号から引き継ぎ、15863号から始まっている。
栃木新聞労組は、1995年5月1日付の15892号までを発行し、（日刊）休刊前に労組と結んだ協定により栃木新聞社は本社からの組合員の立ち退きを一方的に求めることができず、組合員らはこの間に本社内に立てこもって発行を続けた。翌5月2日から、栃木新聞労働組合を母体として、（第5次）栃木新聞が発刊された。紙齢は栃木新聞労組のものを引き継ぎ、15893号から始まっている。しかし経営難により翌1996年1月31日付16161号で休刊した。